# ميليسا لوسون
ميليسا لوسون (بالإنجليزية: Melissa Lawson)‏ هي كاتبة غنائية ومغنية أمريكية، ولدت في 10 أبريل 1976.